# Droga krajowa B275 (Niemcy)
Droga krajowa B275 (Bundesstraße 275) – niemiecka droga krajowa przebiegająca w całości w granicach kraju związkowego Hesja. Liczy 158 km i łączy Lauterbach z Bad Schwalbach.